# Orsberg

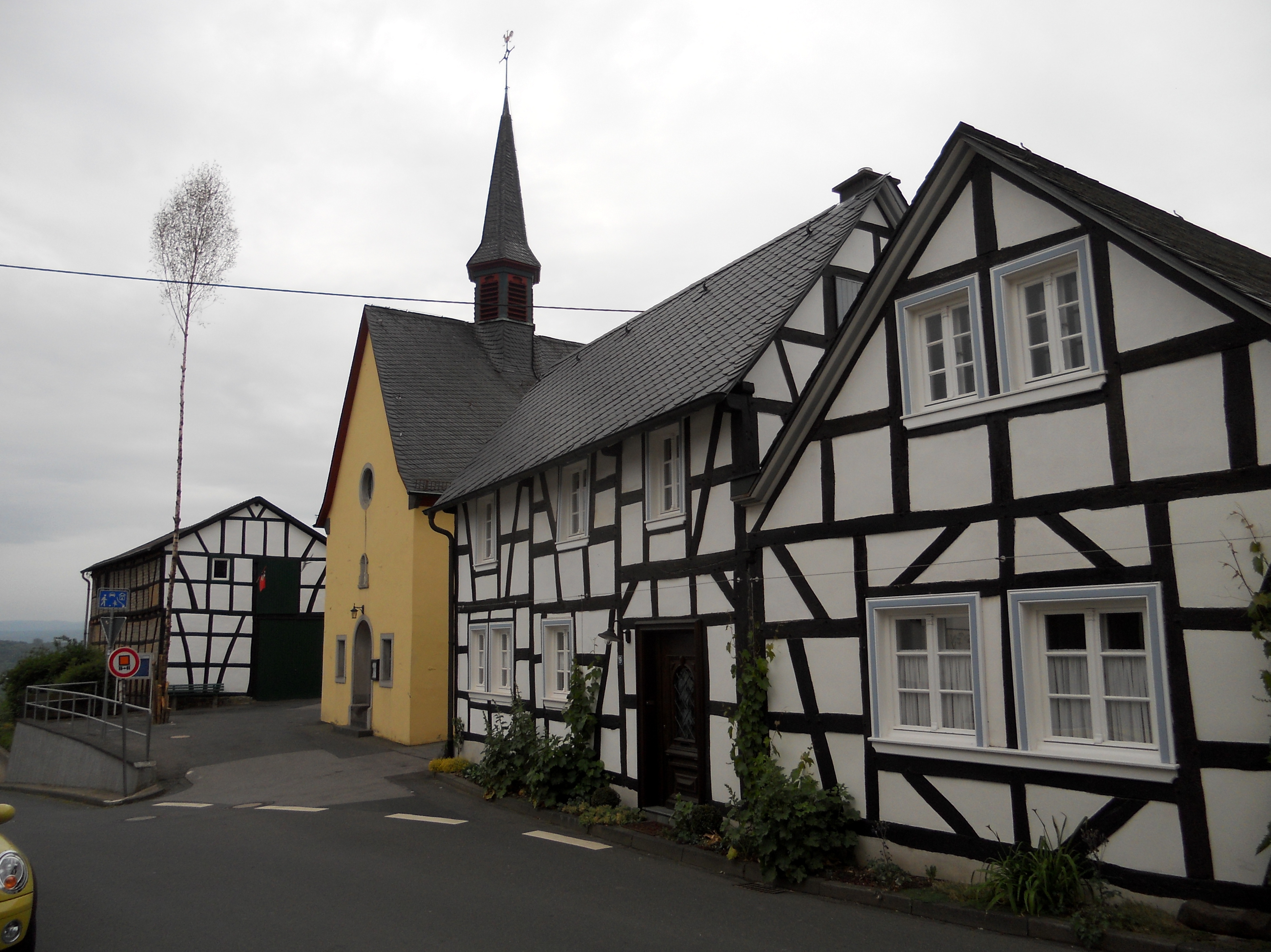
Kapelle St. Josef

Orsberg ist ein Ortsteil der Ortsgemeinde Erpel im rheinland-pfälzischen Landkreis Neuwied.

## Geographie

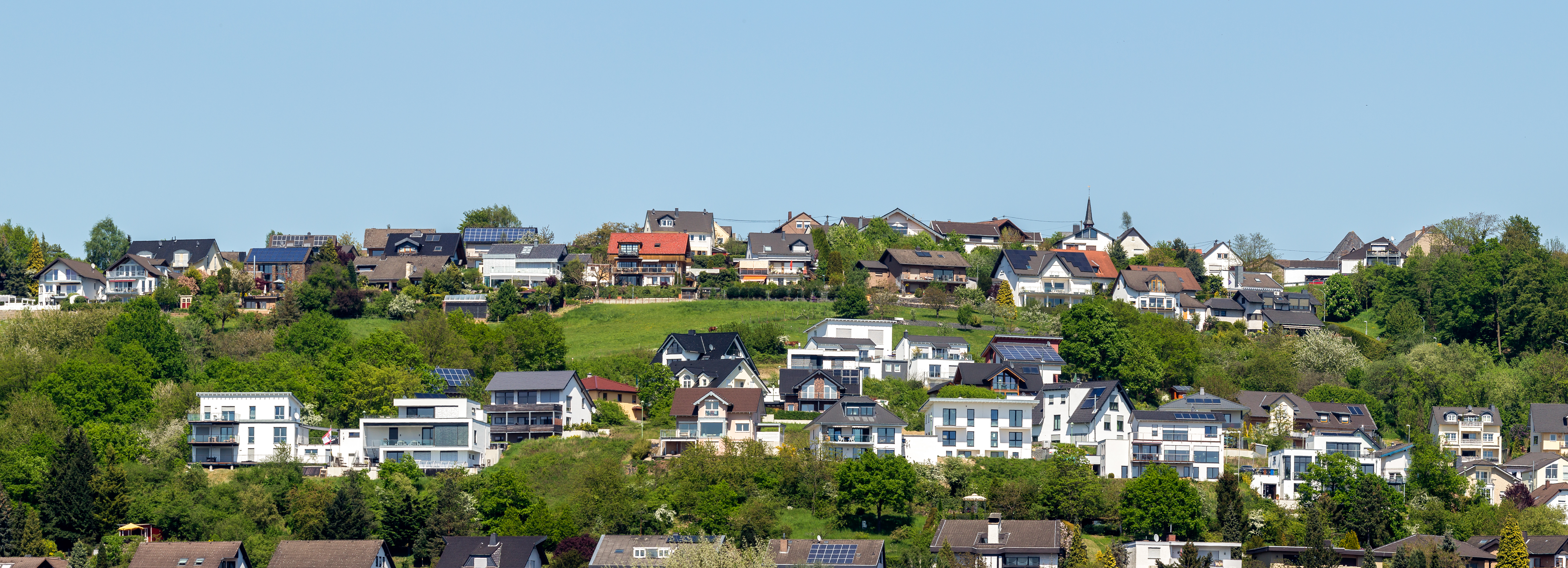
Panoramablick von Remagen auf Orsberg. Die oberste Häuserreihe gehört zu Orsberg. Die mittlere und untere Häuserreihe zu Erpel

Orsberg befindet sich oberhalb von Erpel auf der sogenannten Linzer Terrasse, einem fast modellhaft erhaltenen Teil der rheinischen Hauptterrasse der Mittelrheinischen Bucht, auf einem von Südwest nach Nordost ansteigenden Gelände. Das Zentrum des Dorfs liegt am Ostrand des Leitzbergs auf etwa 185 m ü. NHN. Nach Norden und Osten erstreckt sich ein umfangreiches, bis nach Bruchhausen reichendes Plateau, während Orsberg im Westen und Süden (bis hin zur Erpeler Ley) durch Waldflächen begrenzt wird. Die einzige Verbindung nach Erpel ist die Kreisstraße 22, die auch nach Bruchhausen führt.

## Geschichte
Orsberg gehörte als Teil des Kirchspiels und der Herrschaft Erpel spätestens seit 1493 zum Kölner Domkapitel. Ab 1816 gehörte Orsberg nach Einführung der preußischen Verwaltung als Gemeinde zur Bürgermeisterei Unkel (1927 umbenannt in „Amt Unkel“) im Kreis Linz (ab 1822 Kreis Neuwied). Bei der Volkszählung im Jahre 1843 umfasste Orsberg 28 Wohn- und 66 Wirtschaftsgebäude. Im Rahmen der rheinland-pfälzischen Verwaltungs- und Gebietsreform wurde am 7. Juni 1969 die bis dahin eigenständige Gemeinde Orsberg mit einer Fläche von ca. 139 ha und damals 192 Einwohnern in die Gemeinde Erpel eingegliedert. Das einstmals landwirtschaftlich und durch den Weinbau geprägte Dorf hat sich in den letzten Jahrzehnten strukturell in Richtung eines reinen Wohnortes entwickelt und dabei einen Bevölkerungsanstieg verzeichnet.
Einwohnerentwicklung
| Jahr | Einwohner |
| ---- | --------- |
| 1816 | 127       |
| 1828 | 132       |
| 1843 | 153       |
| 1885 | 211       |
| 1987 | 260       |

## Kultur und Sehenswürdigkeiten
Zentrale Sehenswürdigkeit von Orsberg ist die katholische Kapelle St. Josef, ein barocker Saalbau aus dem Jahre 1708. Der Altar stammt aus der Zeit eines auf 1649 datierten Vorgängerbaus. Außerdem weist der Ortsteil denkmalgeschützte Fachwerkhäuser aus dem 17. und 18. Jahrhundert auf. Orsberg verfügt über eine Freiwillige Feuerwehr sowie einen Bürgerverein. Der seit dem Jahre 1714 bestehende Junggesellenverein setzt sich für die Traditionspflege im Ort ein und veranstaltet in Zusammenarbeit mit den Ortsvereinen jährlich (August) die Kirmes im Ort.